# Þórunn Sveinbjarnardóttir
Þórunn Sveinbjarnardóttir (ur. 22 listopada 1965 w Reykjavíku) – islandzka polityczka, parlamentarzystka, minister środowiska (2007–2009), przewodnicząca Althingu (od 2025).

## Życiorys
Ukończyła szkołę średnią Menntaskólinn í Reykjavík (1984). Na Uniwersytecie Islandzkim uzyskała licencjat nauk politycznych (1989) oraz magisterium z etyki stosowanej (2014). Otrzymała także magisterium z polityki międzynarodowej na Johns Hopkins University (1991). Była zawodowo związana z Międzynarodowym Ruchem Czerwonego Krzyża i Czerwonego Półksiężyca, pracowała w federacji oraz w organizacji krajowej. Pod koniec lat 90. była dziennikarką w gazecie „Morgunblaðið”. Działaczka Listy Kobiet i następnie Sojuszu. W latach 1999–2011 sprawowała mandat deputowanej do Althingu. W latach 2007–2009 zajmowała stanowisko ministra środowiska w rządzie, którym kierował Geir Haarde. Pełniła później funkcję dyrektora wykonawczego swojej partii. W latach 2015–2021 kierowała BHM, organizacją związkową sektora szkolnictwa wyższego.
W wyniku wyborów w 2021 powróciła do islandzkiego parlamentu. W 2024 z powodzeniem ubiegała się o reelekcję. W lutym 2025 objęła funkcję przewodniczącej Althingu.